# Lista de prefeitos de São José do Rio Preto
Esta lista compreende todos os prefeitos da cidade de São José do Rio Preto desde 1894, quando a cidade foi emancipada politicamente, até o presente. Para fazer esta lista, foram consideras as fontes do site "Quem faz história - São José do Rio Preto", até jornais envolvendo as posses e as eleições de cada período. Também foram considerados alguns dados trazidos pela tese de doutorado de "Delcimar Marques Teodózio - DO SERTÃO À CIDADE. Planejamento urbano de São José do Rio Preto: dos anos 50 aos anos 2000. Escola de Engenharia de São Carlos da Universidade de São Paulo: São Carlos, 2008".
O cargo de prefeito foi criado em 11 de abril de 1835, pela assembleia provincial paulista, em reação aos amplos poderes conferidos pelo Código de Processo Criminal de 1832 às câmaras municipais. Seguiram o exemplo paulista seis províncias do nordeste brasileiro (Alagoas, Ceará, Maranhão, Paraíba, Pernambuco e Sergipe).
Sob a vigente ordem constitucional, essa designação é dada ao funcionário público do Poder Executivo municipal, que exerce seu cargo em função de uma legislatura (mandato), sendo para tanto eleito a cada quatro anos, podendo ser reeleito por mais 4 anos (segundo mandato).
Funções
O poder executivo municipal chefia a administração e comanda os serviços públicos, tendo como comandante o prefeito.
A partir da constituição brasileira de 1934, o cargo de prefeito passou a ser o único, em todo o Brasil, ao qual estão atribuídas as funções de chefe do poder executivo do governo local, em simetria aos chefes dos executivos da União e do estado, portanto, em forma monocrática. Este texto quer dizer que deverá haver harmonia e integração de ação entre as esferas envolvidas sem a intervenção de uma na outra, exceto nos casos previstos na Constituição Federal.
Eleições
O prefeito é eleito por sufrágio universal, secreto, direto, em pleito simultâneo em todo o País, realizado a cada quatro anos, no primeiro domingo de outubro.
E trinta dias após tem lugar o segundo turno, se o eleito em primeiro lugar não atingir 50% dos votos válidos mais um voto, no caso de municípios com mais de duzentos mil eleitores.
Conforme a legislação eleitoral atual no Brasil para tornar-se elegível, exige-se uma série de requisitos;
- Possuir nacionalidade brasileira ou portuguesa (neste caso, o cidadão português deve se encontrar amparado pelo Estatuto de Igualdade entre Portugueses e Brasileiros),
- Título de eleitor em dia e estar em gozo pleno do exercício dos direitos políticos,
- Domicilio eleitoral na circunscrição na qual o candidato se apresenta,
- Filiação partidária,
- Ser alfabetizado (tópico invalidado pela atual constituição brasileira de 1988),
- Desincompatibilização de cargo público — Se ocupa um cargo público deve sair seis meses antes das eleições e voltar caso possa só após seis meses ao pleito eleitoral,
- Renúncia de outro mandado até seis meses antes do pleito e não ser parente afim ou consangüíneo, até segundo grau, ou cônjuge de titular de cargo eletivo; pode, entretanto, ser candidato à reeleição (artigo 14 da Constituição),
- Ter idade mínima de 21 anos.

## A cidade

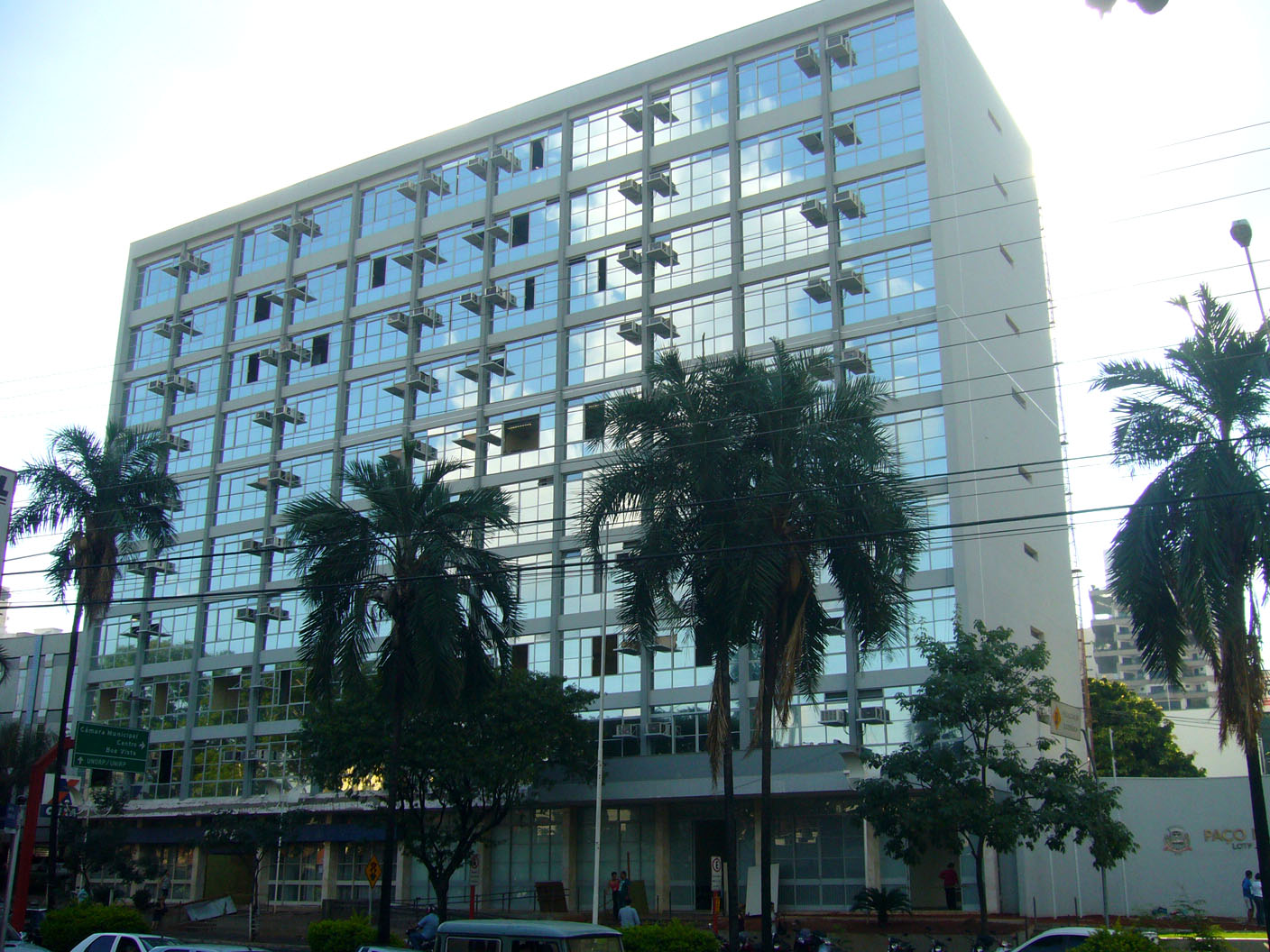
Prefeitura de São José do Rio Preto, SP.

São José do Rio Preto, atualmente, é uma cidade de 464 893 habitantes. Tem um forte polo industrial em sua região oeste, ainda que seja muito forte no terceiro setor - um porto seco, dominado pelo setor do varejo. O número atual de eleitores é de 332,5 mil, de acordo com o Diário da Região.
Durante muito tempo a cidade foi considerada apenas um bairro do município de Araraquara. Em 1855, José Antonio Saraiva, presidente da província de São Paulo, elevou-a condição de distrito de paz, que permaneceu sob administração de Araraquara até 1894. 

## Lista de prefeitos
Em 1894, o presidente da província de São Paulo, Bernardino de Campos, assina, em 19 de julho, a lei 294, criando o município de São José do Rio Preto. Dessa forma, a cidade era emancipada, ficando independente do município de Araraquara.

### Primeira República (1894–1930)
| Nº | Prefeito                                                                                     | Período de governo | Partido | Vice-Prefeito              | Forma de ascensão                             |
| -- | -------------------------------------------------------------------------------------------- | ------------------ | ------- | -------------------------- | --------------------------------------------- |
| –  | Francisco Antonio Braga Porfírio Luiz de Alcântara Pimentel Valêncio José Barboza (Comissão) | 1894               | Nenhum  | Ausente                    | Nomeação pela Câmara Municipal de Jaboticabal |
| 1  | Luiz Francisco da Silva                                                                      | 1894–1895          | PRP     | Luiz Pinto de Moraes       | Eleito intendente                             |
| 2  | Luiz Pinto de Moraes                                                                         | 1895–1896          | PRP     | Ausente                    | Linha sucessória (vice-intendente)            |
| 3  | Antonio Francisco Braga                                                                      | 1896–1899          | PRP     | —                          | Eleito intendente                             |
| 4  | Militão Policarpo Ferreira                                                                   | 1899               | PRP     | —                          | Eleito intendente                             |
| 5  | Delmiro Corrêa                                                                               | 1899–1900          | PRR     | —                          | Eleito intendente                             |
| 6  | Emygdio de Oliveira                                                                          | 1900–1908          | PRP     | —                          | Eleito intendente                             |
| 7  | Adolpho Guimarães Corrêa                                                                     | 1908–1915          | PRP     | —                          | Eleito prefeito                               |
| 8  | Léo Lerro                                                                                    | 1915–1917          | PRP     | —                          | Eleito prefeito                               |
| 9  | Victor Brito Bastos                                                                          | 1917–1920          | PRP     | Emygdio Francisco Nogueira | Eleito prefeito                               |
| 9  | Victor Brito Bastos                                                                          | 1917–1920          | PRP     | José Nogueira de Noronha   | Eleito prefeito                               |
| 10 | Presciliano Pinto                                                                            | 1920–1923          | PRP     | Neca Medeiros              | Eleito prefeito                               |
| 11 | José Amâncio Faria Motta                                                                     | 1923–1924          | PRP     | Ângelo Joaquim Corrêa      | Eleito prefeito                               |
| 12 | Victor Cândido de Souza                                                                      | 1924–1925          | PRP     | —                          | Eleito prefeito                               |
| 13 | Alceu de Assis                                                                               | 1925–1927          | PRP     | Cenobelino de Barros Serra | Eleito prefeito                               |
| 14 | Victor Brito Bastos                                                                          | 1927–1929          | PRP     | —                          | Eleito prefeito                               |
| 15 | Cenobelino de Barros Serra                                                                   | 1929–1930          | PRP     | João dos Reis Meirelles    | Eleito prefeito                               |
| 16 | João dos Reis Meirelles                                                                      | 1930               | PRP     | Ausente                    | Linha sucessória (vice-prefeito)              |

### Era Vargas (1930–1946)
| Nº | Prefeito                          | Período de governo                                        | Partido | Forma de ascensão           |
| -- | --------------------------------- | --------------------------------------------------------- | ------- | --------------------------- |
| 17 | João Augusto de Pádua Fleury      | 1930–1931                                                 | PD      | Nomeação                    |
| 18 | Eduardo de Figueiredo Nielsen     | 1931–1932                                                 | PD      | Nomeação                    |
| 19 | Zeno Delmas                       | 10 de outubro 1932 – 19 de outubro de 1932 (9 dias)       | Nenhum  | Nomeação                    |
| 20 | Justino Moreira do Espírito Santo | 19 de outubro de 1932 – 25 de outubro de 1932 (7 dias)    | Nenhum  | Nomeação                    |
| 21 | Eduardo de Figueiredo Nielsen     | 25 de outubro de 1932 – 01 de novembro de 1932 (7 dias)   | PD      | Nomeação                    |
| 22 | Raul Jansen Ferreira              | 01 de novembro de 1932 - 26 de novembro de 1932 (26 dias) | Nenhum  | Nomeação                    |
| 23 | Gilberto Lopes da Silva           | 1932–1933                                                 | Nenhum  | Nomeação                    |
| 24 | Synésio de Mello e Oliveira       | 1933–1936                                                 | Nenhum  | Nomeação                    |
| 25 | Victor Brito Bastos               | 1936–1938                                                 | Nenhum  | Eleito pela Câmara Muncipal |
| 26 | Cenobelino de Barros Serra        | 1938–1941                                                 | Nenhum  | Nomeação                    |
| 27 | Ernani Pires Domingues            | 1941–1945                                                 | Nenhum  | Nomeação                    |
| 28 | Mario Valadão Furquim             | 1945–1947                                                 | Nenhum  | Nomeação                    |

### Quarta República (1946–1964)
| Nº | Prefeito                   | Período de governo                             | Partido | Vice-Prefeito | Vice-Prefeito                  | Forma de ascensão                |
| -- | -------------------------- | ---------------------------------------------- | ------- | ------------- | ------------------------------ | -------------------------------- |
| 29 | João Baptista França       | 1947                                           | Nenhum  |               | Nenhum                         | —                                |
| 30 | Cenobelino de Barros Serra | 1º de janeiro de 1948 – 24 de agosto de 1951   | PSP     |               | Domingos Sinibaldi             | Eleito pelo voto popular         |
| 31 | Domingos Sinibaldi         | 25 de agosto de 1951 – 31 de dezembro de 1951  | PSP     |               | Cargo vago                     | Linha sucessória (vice-prefeito) |
| 32 | Philadelpho Gouveia Neto   | 1º de janeiro de 1952 – 31 de dezembro de 1955 | UDN     |               | Aldo Tonelli (PTB)             | Eleito pelo voto popular         |
| 33 | Alberto Andaló             | 1º de janeiro de 1956 – 2 de novembro de 1959  | PTN     |               | Valdomiro Lopes da Silva (PSD) | Eleito pelo voto popular         |
| 34 | Valdomiro Lopes da Silva   | 3 de novembro de 1959 – 31 de dezembro de 1959 | PSD     |               | Cargo vago                     | Linha sucessória (vice-prefeito) |
| 35 | Philadelpho Gouveia Neto   | 1º de janeiro de – 31 de dezembro de 1963      | UDN     |               | Helio Negrelli (UDN)           | Eleito pelo voto popular         |

### Regime Militar (1964–1985)
| Nº | Prefeito               | Período de governo                               | Partido | Vice-Prefeito | Vice-Prefeito                   | Forma de ascensão                |
| -- | ---------------------- | ------------------------------------------------ | ------- | ------------- | ------------------------------- | -------------------------------- |
| 36 | João Loft Bassit       | 1º de janeiro de 1964 – 30 de janeiro de 1969    | ARENA   |               | Linneu de Alcantara Gil (ARENA) | Eleito pelo voto popular         |
| 37 | Adail Vetorazzo        | 31 de janeiro de 1969 – 30 de janeiro de 1973    | ARENA   |               | Aluizio Cherubini (ARENA)       | Eleito pelo voto popular         |
| 38 | Wilson Romano Calil    | 31 de janeiro de 1973 – 31 de janeiro de 1977    | ARENA   |               | Raul de Aguiar Ribeiro (ARENA)  | Eleito pelo voto popular         |
| 39 | Adail Vetorazzo        | 1º de fevereiro de 1977 – 15 de maio de 1982     | PDS     |               | Roberto Lopes de Souza (PDS)    | Eleito pelo voto popular         |
| 40 | Roberto Lopes de Souza | 16 de maio de 1982 – 31 de janeiro de 1983       | PDS     |               | Cargo vago                      | Linha sucessória (vice-prefeito) |
| 41 | Manoel Antunes         | 1º de fevereiro de 1983 – 31 de dezembro de 1988 | PMDB    |               | Toninho Figueiredo (PMDB)       | Eleito pelo voto popular         |

### Nova República (1985–presente)
| Nº | Prefeito                     | Prefeito                    | Período de governo                             | Partido | Vice-Prefeito | Vice-Prefeito              | Forma de ascensão                    |
| -- | ---------------------------- | --------------------------- | ---------------------------------------------- | ------- | ------------- | -------------------------- | ------------------------------------ |
| 42 | Toninho Figueiredo           |                             | 1º de janeiro de 1989 – 31 de dezembro de 1992 | PMDB    |               | Gumercindo de Setta (PMDB) | Eleito pelo voto popular             |
| 43 | Manoel Antunes               |                             | 1º de janeiro de 1993 – 31 de dezembro de 1996 | PMDB    |               | Ernesto Alves Filho (PMDB) | Eleito pelo voto popular             |
| 44 | Liberato Caboclo             |                             | 1º de janeiro de 1997 – 31 de dezembro de 2000 | PDT     |               | Nelson Silva (PDT)         | Eleito pelo voto popular             |
| 45 | Edinho Araújo                |                             | 1º de janeiro de 2001 – 31 de dezembro de 2008 | PPS     |               | Maureen Cury (PT)          | Eleito pelo voto popular             |
| 45 | Edinho Araújo                | Eliana Storino (PMDB)       | 1º de janeiro de 2001 – 31 de dezembro de 2008 | PPS     |               |                            | Eleito pelo voto popular             |
| 46 | Valdomiro Lopes da Silva Jr. |                             | 1º de janeiro de 2009 – 31 de dezembro de 2016 | PSB     |               | Gaber Lopes (PSDB)         | Eleito pelo voto popular 2008 / 2012 |
| 46 | Valdomiro Lopes da Silva Jr. | Ivani Vaz de Lima (PSDB)    | 1º de janeiro de 2009 – 31 de dezembro de 2016 | PSB     |               |                            | Eleito pelo voto popular 2008 / 2012 |
| 47 | Edinho Araújo                |                             | 1º de janeiro de 2017 – 31 de dezembro de 2024 | MDB     |               | Eleuses Paiva (PSD)        | Eleito pelo voto popular 2016 / 2020 |
| 47 | Edinho Araújo                | Orlando Bolçone (DEM/UNIÃO) | 1º de janeiro de 2017 – 31 de dezembro de 2024 | MDB     |               |                            | Eleito pelo voto popular 2016 / 2020 |
| 47 | Edinho Araújo                |                             | 1º de janeiro de 2017 – 31 de dezembro de 2024 | MDB     |               |                            | Eleito pelo voto popular 2016 / 2020 |
| 48 | Coronel Fábio Candido        |                             | 1º de janeiro de 2025 – atualmente             | PL      |               | Fábio Marcondes (PL)       | Eleito pelo voto popular 2024        |